# لحام قوسي بالمعدن والغاز

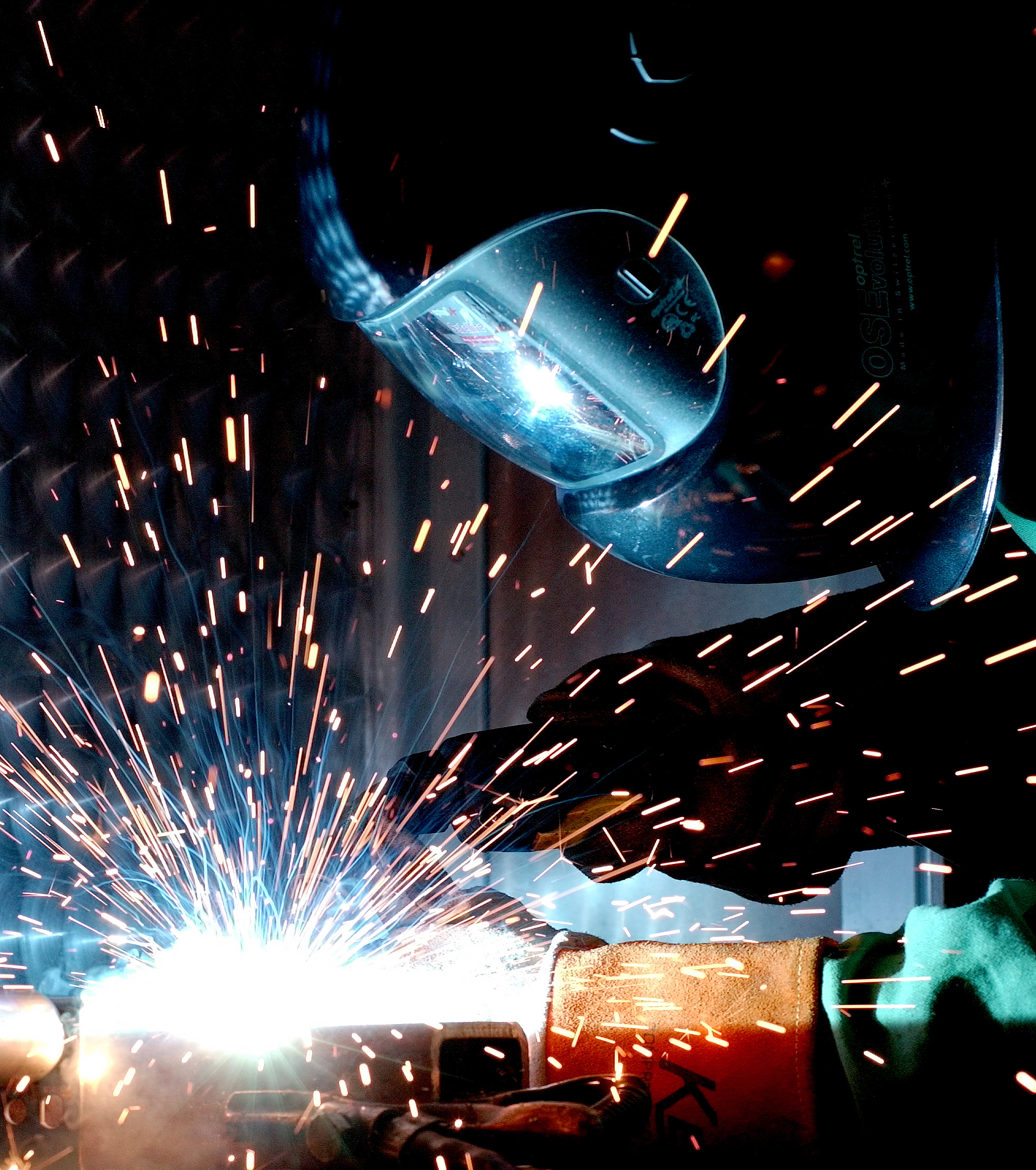
لحام قوسي بالمعدن وغاز خامل

اللحام القوسي بالمعدن والغاز (weldingGas (GMAW
يشار إليها أحيانا لحام المعدن و غاز خامل  (MIG) ، هي عملية قوس اللحام شبه تلقائي باستخدام سلك طويل ويتم تغذيتها بالكهرباء، كما يستخدم الغاز الخامل (مثل ثاني أكسيد الكربون) بغرض حماية اللحام من الصدأ أو الاتساخ. يستخدم التيار المستمر كمصدر للطاقة في طريقة اللحام بالمعدن وغاز  GMAW: ولكن يمكن استخدام النظم المعتادة، فضلا عن استخدام التيار المتردد المعتاد.
يستخدم الغاز الخامل لكي يحمي كل من القطب والمنصهر من الهواء المحيط وبالتالي تحمي من التفاعلات الكيميائية غير المرغوب فيها للحام. في جميع العمليات، يوضع القطب في منتصف الشعلة، حيث يتم دمج إمداد الغاز الواقي. في بعض العمليات، يذوب القطب الكهربي وبالتالي يعمل كمادة إضافية في لقطعة اللحام نفس الوقت. في هذه الحالة، يتكون القطب من نفس مادة القطعة أو من مادة مماثلة لقطعة العمل المراد لحامها . يشمل ذلك اللحام المعدني مع الغاز الخامل نوعين مختلفين من اللحام بالغاز الخامل المعدني (MIG) مع الغازات الخاملة، أي تلك التي لا تتفاعل مع المصهور، والطريقة الثانية هي لحام المعادن بالغاز النشط (MAG) مع الغازات المتفاعلة التي تتسبب في تفاعلات كيميائية. يمكن أن يكون القطب أيضًا غير قابلا للاستهلاك. يتم بعد ذلك تغذية مادة الحشو بشكل منفصل وتثبيتها في القوس. وتشمل هذه اللحام بالغاز الخامل (TIG) ولحام البلازما ذي الصلة.
اليوم عملية اللحام الصناعي GMAW هو الأكثر شيوعا، ويفضل لتنوعها والسرعة والسهولة.
يستخدم لحام GMAW على وجه الخصوص في صناعة السيارات. خلافا لعمليات اللحام التي لا تستخدم غاز التدريع، مثل لحام المعادن محمية القوس.

## التطوير
مبادئ لحام القوس المعدني بالغاز بدأت في أوائل القرن التاسع عشر، بعد اكتشاف همفري ديفي للقوس الكهربائي المتقطع القصير في عام 1800. أنتج فاسيلي بيتروف بشكل مستقل القوس الكهربائي المستمر في عام 1802 (تلاه ديفي بعد 1808). في البداية، أُستخدامت الكهرباء الكربونية في لحام القوس الكربوني. بحلول عام 1890، أُخترعت الكهرباء المعدنية من قبل نيكولاي سلافيانوف وكوفين. أستخدم تيار مستمر مع سلك كهربائي عاري وأُستخدم جهد القوس لضبط معدل التغذية. لم يُستخدم غاز الحماية لحماية اللحام، حيث لم تحدث التطورات في جوامات اللحام حتى وقت لاحق. في عام 1926 أُصدرت نسخة أخرى لـ GMAW، ولكنها لم تكن مناسبة للاستخدام العملي.
في عام 1948، طُورت عملية اللحام بالقوس المعدني المحمي (GMAW) من قبل معهد باتيل للتذكار. استخدمت هذه العملية قطرًا أصغر للقطب الكهربائي ومصدر طاقة ثابت الجهد. قدمت هذه العملية معدل إضافة مرتفع، ولكن التكلفة العالية للغازات الخاملة قيدت استخدامها للمواد غير الحديدية وعرقلت تحقيق التوفير في التكاليف. في عام 1953، طُور استخدام ثاني أكسيد الكربون كوسط لحام، واكتسب بسرعة شعبية في عملية اللحام القوسي بالمعدن والغاز، حيث جعل اللحام على الصلب أكثر اقتصادية. في عامي 1958 و1959، أُصدر نسخة جديدة، مما زاد من تنوع اللحام وجعل لحام المواد الرقيقة ممكنًا باستخدام قطب كهربائي أصغر القطر ومصادر طاقة متقدمة أكثر. سرعان ما أصبحت هذه النسخة الأكثر شهرة في عملية اللحام القوسي بالمعدن والغاز.
طور طراز نقل قوس الرش الذي يستند إلى تحويل قوس الرش في أوائل الستينيات، عندما أضاف الباحثون كميات صغيرة من الأكسجين إلى الغازات الخاملة. في السنوات الأخيرة، أُستخدم التيار المتناوب بشكل متقطع، مما أدى إلى ظهور طريقة جديدة تُعرف بالتباين بين نقل قوس الرش بالنبضات.
يعد اللحام بواسطة القوس المعدني الغازي واحدة من أكثر أساليب اللحام شيوعًا، خاصةً في البيئات الصناعية. يتم استخدامها بشكل واسع في صناعة الألواح المعدنية وصناعة السيارات. وفي هذه الصناعات، غالبًا ما تُستخدم طريقة للحام النقطي بواسطة القوس، كبديل عن اللحام بالتشديد أو اللحام بالمقاومة. كما أنها شائعة الاستخدام في اللحام التلقائي، حيث تتعامل الروبوتات مع القطع ومسدس اللحام لتسريع عملية التصنيع.
قد يكون من الصعب تنفيذ اللحام بواسطة القوس المعدني الغازي بشكل جيد في الهواء الطلق، حيث يمكن أن تفقد التيارات الهوائية الغاز المحمي وتسمح بدخول الملوثات إلى اللحام. وفي هذا السياق، يعد اللحام بواسطة القوس الغازي المحمي بالنواة الذائبة مناسبًا بشكل أفضل للاستخدام في الهواء الطلق، مثل أعمال البناء. علاوةً على ذلك، لا يتناسب استخدام الغاز المحمي في اللحام بواسطة القوس المعدني الغازي مع اللحام تحت الماء، الذي يتم تنفيذه بشكل أكثر شيوعًا من خلال اللحام بقوس المعدن المحمي، أو اللحام بالسلك الأساسي المشحون بالمعدن، أو اللحام بقوس تنجستن الغازي.

## المعدات
لأداء عملية اللحام بالقوس المعدني الغازي، تتضمن المعدات الأساسية اللازمة مسدس اللحام، ووحدة تغذية الأسلاك، ومصدر طاقة اللحام، وسلك اللحام الكهربائي، ومصدر للغاز المحمي.

اللحام بالقوس المعدني الغازي، فوهة الشعلة:
1- مقبض الشعلة.
2- عازل فينولي مقولب (موضح باللون الأبيض) وإضافات صامولية معدنية ملولبة (أصفر).
3- ناشر الغاز الواقي.
4- صفيحة الاتصال.
5- فوهة الإخراج.

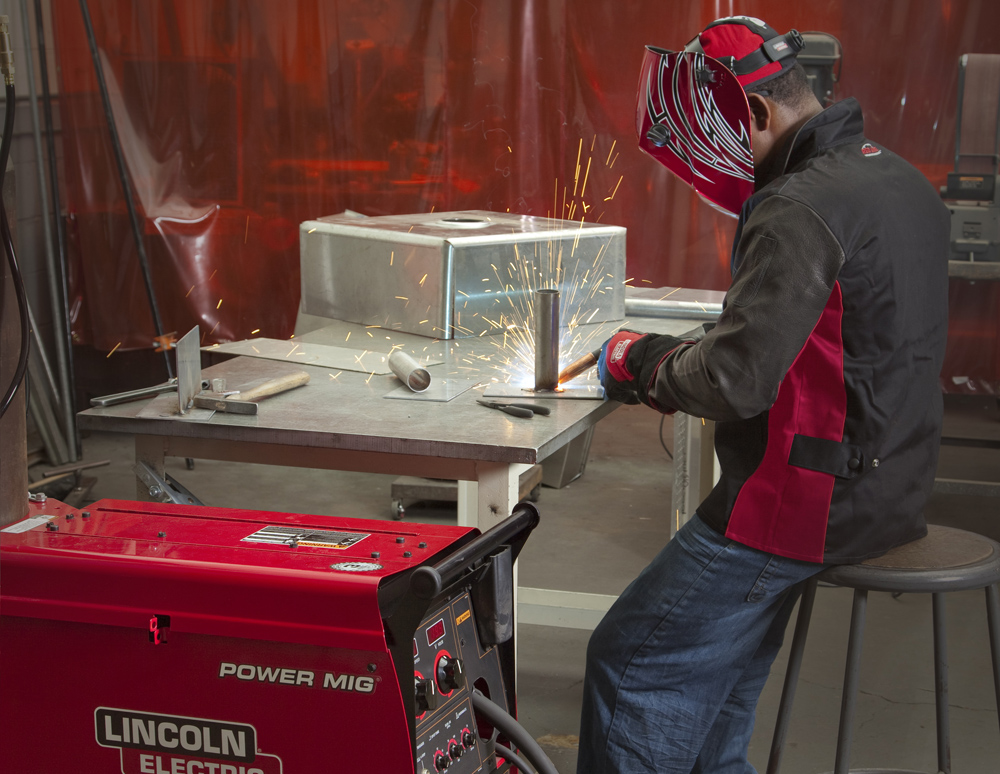
لحام بالقوس المعدني الغازي على الفولاذ المقاوم للصدأ.

### مسدس اللحام ووحدة تغذية الأسلاك
جزء مهم من مسدس اللحام في عملية اللحام بالقوس المعدني الغازي يتألف من عدد من الأجزاء الرئيسية، بما في ذلك مفتاح التحكم، وكابل الطاقة، وفوهة الغاز، وقناة وموصل القطب، وخرطوم الغاز. مفتاح التحكم، أو ما يُعرف بالزناد، عندما يضغط عليه العامل، يبدأ بتغذية الأسلاك، وتدفق الطاقة الكهربائية، وتدفق الغاز المحمي، مما يؤدي إلى تكوين قوس كهربائي. نص الاتصال، الذي يصنع عادة من النحاس وفي بعض الأحيان يمعالج كيميائياً لتقليل الرذاذ، متصل بمصدر طاقة اللحام من خلال كابل الطاقة وينقل الطاقة الكهربائية إلى القطب مع توجيهه نحو منطقة اللحام. يجب تثبيته بشكل آمن وبحجم مناسب، حيث يجب أن يسمح بمرور القطب مع الحفاظ على الاتصال الكهربائي. في الطريق إلى نص الاتصال، يتم حماية السلك وتوجيهه بواسطة قناة وموصل القطب، والتي تساعد في منع الانحناء والحفاظ على تغذية مستمرة للسلك. توجه فوهة الغاز الغاز المحمي بالتساوي إلى منطقة اللحام. توفر الفوهات الأكبر حجمًا تدفقًا أكبر للغاز المحمي، مما يكون مفيدًا في عمليات اللحام عالية التيار التي تنتج بقعة لحام معدنية أكبر. يقوم خرطوم الغاز الذي يأتي من خزانات إمدادات الغاز المحمي بتوصيل الغاز إلى الفوهة. في بعض الأحيان، يُدمج خرطوم مائي أيضًا في مسدس اللحام، لتبريد المسدس في عمليات الحرارة العالية.
وحدة تغذية الأسلاك توفر القطب إلى العمل، مدفوعةً به من خلال القناة وحتى نص الاتصال. معظم النماذج تقدم السلك بمعدل تغذية ثابت، ولكن الآلات المتقدمة أكثر قدرة يمكن أن يتغير معدل التغذية استجابةً لطول القوس والجهد الكهربائي. يمكن لبعض ملقمات الأسلاك أن تصل إلى معدلات تغذية تصل إلى 30 مترًا في الدقيقة (1200 بوصة في الدقيقة)، ولكن معدلات التغذية لعملية اللحام بالقوس المعدني الغازي شبه التلقائية تتراوح عادة بين 2 و 10 مترًا في الدقيقة (75 - 400 بوصة في الدقيقة).

### مصدر الطاقة
في معظم إستخدامات اللحام بالقوس المعدني الغازي، يستخدم مصدر طاقة ذو جهد ثابت. وبالتالي، أي تغيير في طول القوس (الذي يترتب عليه تغير في الجهد) يؤدي إلى تغيير كبير في إدخال الحرارة والتيار. طول قوس أقصر يسبب إدخال حرارة أكبر بكثير، مما يجعل قطب الأسلاك يذوب بسرعة أكبر وبالتالي يعيد تأسيس طول القوس الأصلي. يساعد ذلك العاملين على الحفاظ على طول القوس ثابتًا حتى عند اللحام يدويًا باستخدام مسدسات لحام محمولة باليد. لتحقيق تأثير مماثل، يُستخدم أحيانًا مصدر طاقة ذو تيار ثابت بالاشتراك مع وحدة تغذية سلك تحكم في جهد القوس. في هذه الحالة، يجعل تغيير في طول القوس معدل تغذية الأسلاك يتعدل للحفاظ على طول القوس ثابتًا بشكل نسبي. في حالات نادرة، يمكن ربط مصدر طاقة ذو تيار ثابت ووحدة تغذية سلك ثابتة، خصوصًا للحام المعادن ذات القوى الحرارية الموصلة العالية، مثل الألمنيوم. هذا يمنح العامل مزيدًا من التحكم في إدخال الحرارة إلى اللحام، ولكنه يتطلب مهارة كبيرة لتنفيذه بنجاح.
نادرًا ما يتم استخدام التيار المتناوب مع اللحام بالقوس المعدني الغازي، بدلاً من ذلك، يتم استخدام التيار المباشر وعادةً يُشحن القطب بشكل إيجابي.

### قطب كهربائي
القطب الكهربائي عبارة عن سلك من سبيكة معدنية، يسمى سلك MIG، والذي يعتمد اختياره وسبيكه وحجمه في المقام الأول على تركيبة المعدن الذي يتم لحامه، وتنوع العملية المستخدمة، وتصميم الوصلة، وظروف سطح المادة. يؤثر اختيار القطب الكهربائي كثيرًا على الخواص الميكانيكية للحام وهو عامل رئيسي لجودة اللحام. وبصفة عامة، يجب أن يكون لمعدن اللحام النهائي خواص ميكانيكية مماثلة لخواص المادة الأساسية مع عدم وجود عيوب مثل الانقطاعات أو الملوثات المحتبسة أو المسامية داخل اللحام. ولتحقيق هذه الأهداف توجد مجموعة متنوعة من الأقطاب الكهربائية. تحتوي جميع الأقطاب الكهربائية المتوفرة تجاريًا على معادن مزيلة للأكسدة مثل السيليكون والمنجنيز والتيتانيوم والألومنيوم بنسب صغيرة للمساعدة في منع مسامية الأكسجين. ويحتوي بعضها على معادن مزيلة للنيتروجين مثل التيتانيوم والزركونيوم لتجنب مسامية النيتروجين. واعتمادًا على اختلاف العملية والمواد الأساسية التي يتم لحامها، تتراوح أقطار الأقطاب الكهربائية المستخدمة في GMAW عادةً من 0.7 إلى 2.4 مم (0.028 - 0.095 بوصة) ولكن يمكن أن يصل حجمها إلى 4 مم (0.16 بوصة). وترتبط أصغر الأقطاب الكهربائية، التي تصل عمومًا إلى 1.14 مم (0.045 بوصة) بعملية نقل المعادن ذات الدائرة القصيرة، في حين أن أقطاب وضع عملية نقل الرذاذ الأكثر شيوعًا عادة ما تكون 0.9 مم (0.035 بوصة) على الأقل.

## غاز التدريع
تعتبر غازات التدريع ضرورية في اللحام بالقوس المعدني الغازي لحماية منطقة اللحام من الغازات الجوية مثل النيتروجين والأكسجين، والتي يمكن أن تسبب عيوب الاندماج والمسامية وتقصف معدن اللحام إذا لامست القطب أو القوس أو معدن اللحام. هذه المشكلة شائعة في جميع عمليات اللحام القوسي؛ على سبيل المثال، في عملية اللحام بالقوس المعدني المحمي القديم (SMAW)، يتم طلاء القطب الكهربائي بتدفق صلب يطور سحابة واقية من ثاني أكسيد الكربون عند صهره بواسطة القوس. أما في عملية اللحام بالقوس الكهربائي GMAW، لا يحتوي سلك القطب الكهربائي على طلاء تدفق، ويتم استخدام غاز تدريع منفصل لحماية اللحام. هذا يزيل الخبث، وهي البقايا الصلبة من التدفق التي تتراكم بعد اللحام ويجب أن يتم تقطيعها للكشف عن اللحام المكتمل.
يعتمد اختيار غاز التدريع على عدة عوامل، أهمها نوع المادة التي يتم لحامها وتنوع العملية المستخدمة. لا تُستخدم الغازات الخاملة النقية مثل الأرغون والهيليوم إلا في اللحام غير الحديدي؛ فمع الفولاذ لا توفر اختراقًا كافيًا للحام (الأرغون) أو تسبب قوسًا غير منتظم وتشجع على الترشيش (مع الهيليوم). ومن ناحية أخرى، يسمح ثاني أكسيد الكربون النقي باللحامات ذات الاختراق العميق ولكنه يشجع على تكوين الأكسيد، مما يؤثر سلبًا على الخواص الميكانيكية للحام. وتكلفته المنخفضة تجعله خيارًا جذابًا، ولكن بسبب تفاعلية بلازما القوس، لا يمكن تجنب الترشيش، كما أن لحام المواد الرقيقة أمر صعب. ونتيجة لذلك، غالبًا ما يتم خلط الأرغون وثاني أكسيد الكربون في خليط بنسبة 75%/25% إلى 90%/10%. وبوجه عام، في لحام GMAW قصير الدائرة، يزيد محتوى ثاني أكسيد الكربون الأعلى من حرارة اللحام والطاقة عندما تكون جميع معلمات اللحام الأخرى (الفولت والتيار ونوع القطب الكهربائي وقطره) كما هي. وكلما زاد محتوى ثاني أكسيد الكربون عن 20%، تصبح عملية اللحام بالرش GMAW ذات نقل الرذاذ مشكلة متزايدة، خاصة مع أقطار الأقطاب الكهربائية الأصغر.
كما يتم خلط الأرغون عادةً مع غازات أخرى، الأكسجين والهيليوم والهيدروجين والنيتروجين. يمكن أن تكون إضافة ما يصل إلى 5% من الأكسجين (مثل التركيزات الأعلى من ثاني أكسيد الكربون المذكورة أعلاه) مفيدة في لحام الفولاذ المقاوم للصدأ، ومع ذلك، في معظم التطبيقات، يُفضل استخدام ثاني أكسيد الكربون.[23] زيادة الأكسجين تجعل غاز التدريع يؤكسد القطب، مما قد يؤدي إلى مسامية في الترسبات إذا لم يحتوي القطب على مزيلات أكسدة كافية. يمكن أن يؤدي الأكسجين الزائد، خاصةً عند استخدامه في التطبيقات غير الموصوفة له، إلى هشاشة في المنطقة المتأثرة بالحرارة. مخاليط الأرغون والهيليوم خاملة للغاية، ويمكن استخدامها على المواد غير الحديدية. يزيد تركيز الهيليوم بنسبة 50-75% من الجهد المطلوب ويزيد من الحرارة في القوس، بسبب ارتفاع درجة حرارة تأين الهيليوم. يُضاف الهيدروجين أحيانًا إلى الأرغون بتركيزات صغيرة (حتى 5% تقريبًا) للحام النيكل وقطع العمل السميكة من الفولاذ المقاوم للصدأ. وفي التركيزات الأعلى (حتى 25% هيدروجين)، يمكن استخدامه في لحام المواد الموصلة مثل النحاس. ومع ذلك، لا ينبغي استخدامه على الفولاذ أو الألومنيوم أو المغنيسيوم لأنه يمكن أن يسبب مسامية وتقصف هيدروجيني.
تتوفر أيضًا مخاليط غازات التدريع المكونة من ثلاثة غازات أو أكثر. يتم تسويق مخاليط من الأرغون وثاني أكسيد الكربون والأكسجين للحام الفولاذ. وتضيف خلائط أخرى كمية صغيرة من الهيليوم إلى تركيبات الأرغون والأكسجين. ويُزعم أن هذه الخلائط تسمح بجهد قوسي أعلى وسرعة لحام أعلى. كما يُستخدم الهيليوم أحياناً كغاز أساسي، مع إضافة كميات صغيرة من الأرغون وثاني أكسيد الكربون. ومع ذلك، نظرًا لأنه أقل كثافة من الهواء، فإن الهيليوم أقل فعالية في حماية اللحام من الأرغون - وهو أكثر كثافة من الهواء. ويمكن أن يؤدي أيضًا إلى مشاكل في ثبات القوس واختراقه، وزيادة الترشيش، بسبب بلازما القوس الأكثر نشاطًا. كما أن الهيليوم أغلى بكثير من غازات التدريع الأخرى. وتزعم خلائط غازات أخرى متخصصة وغالبًا ما تكون مملوكة ملكية خاصة فوائد أكبر لتطبيقات محددة.
وعلى الرغم من كونه سامًا، إلا أنه يمكن استخدام كميات ضئيلة من أحادي أكسيد النيتروجين لمنع تكوّن الأوزون الأكثر إزعاجًا في القوس الكهربائي. 
يعتمد المعدل المرغوب لتدفق غاز التدريع في المقام الأول على هندسة اللحام والسرعة والتيار ونوع الغاز ووضع نقل المعدن. يتطلب لحام الأسطح المسطحة تدفقًا أعلى من لحام المواد المحزوزة، لأن الغاز يتشتت بسرعة أكبر. تعني سرعات اللحام الأسرع، بشكل عام، أنه يجب توفير المزيد من الغاز لتوفير تغطية كافية. بالإضافة إلى ذلك، يتطلب التيار الأعلى تدفقًا أكبر، وعمومًا، يلزم توفير المزيد من الهيليوم لتوفير تغطية كافية أكثر مما لو تم استخدام الأرغون. ولعل الأهم من ذلك هو أن الاختلافات الأربعة الأساسية في GMAW لها متطلبات مختلفة لتدفق غاز التدريع - بالنسبة لأحواض اللحام الصغيرة في أوضاع الرش القصير والرش النبضي فإن حوالي 10 لتر/الدقيقة (20 قدم3/ساعة) مناسبة بشكل عام، بينما يفضل حوالي 15 لتر/الدقيقة (30 قدم3/ساعة) للنقل الكروي. عادةً ما يتطلب اختلاف نقل الرذاذ عادةً المزيد من تدفق غاز التدريع بسبب ارتفاع مدخلات الحرارة وبالتالي حوض اللحام الأكبر. وتبلغ كميات تدفق الغاز النموذجية حوالي 20-25 لتر/دقيقة (40-50 قدم3/ساعة).

## اقرأ أيضا
- لحام بسلك ذو قلب صهور
- لحام قوسي معدني محجب

## وصلات خارجية
- ESAB Process Handbook
- OSHA Safety and Health Topics- Welding, Cutting, and Brazing
- Fume formation rates in gas metal arc welding نسخة محفوظة 23 فبراير 2017 على موقع واي باك مشين. – research article from the 1999 Welding Journal